# Matador (brætspil)
 For alternative betydninger, se Matador. (Se også artikler, som begynder med Matador)
 Der er for få eller ingen kildehenvisninger i denne artikel, hvilket er et problem. Du kan hjælpe ved at angive troværdige kilder til de påstande, som fremføres i artiklen.

Matador er et dansk brætspil, der internationalt kendes som Monopoly[kilde mangler]. Der er variationer mellem de to spil, der produceres af henholdsvis Brio og Hasbro, men begge sælges i Danmark. Grundlæggende er det dog det samme spil, bygget over det originale The Landlord's Game fra 1903 designet af Elizabeth Magie.
Hovedformålet i spillet er at opkøbe grunde og virksomheder og efterfølgende kræve leje fra andre spillere, hvis de lander på de felter, man ejer. Lejen stiger, hvis man bygger huse og hoteller på sine grunde. Vinderen er den, der efter et aftalt tidsrum har flest penge, eller den sidste, der er tilbage, når alle andre er gået fallit.

## Forskelle på Matador og Monopoly
1. Monopolyspillepladens 40 felter er samlet i en firkant – Matadors 40 felter er samlet i en cirkel.
2. Monopoly opererer med to kategorier af hændelseskort – Matador har kun en, men den indeholder til gengæld begge typer af hændelser.
3. I Matador er spillebrikkerne alle biler i forskellige farver – i Monopoly er spillebrikkerne forskellige objekter, fx en trompet, en kanon, et krigsskib etc.
4. Grundene er opkaldt efter forskellige gader og virksomheder, men der er det samme antal af hver.
5. I Monopoly er priserne uforandrede over tid, mens de i Matador er steget.

## Regler i Matador
Formålet med spillet er at købe, udleje eller sælge ejendomme så fordelagtigt, at man bliver den rigeste spiller og dermed spillets eneste matador.
Man begynder ved "START" og flytter brikkerne med uret ifølge terningkast. Når en spillerbrik lander på et felt, der ikke allerede ejes af nogen anden deltager, kan spilleren købe det af banken og indkassere leje af modspillerne, når de lander på det pågældene felt. Ønsker spilleren ikke at købe grunden, sætter banken det straks på auktion.
Lejesummen forøges betydeligt ved opførelse af huse og hoteller.
For at skaffe flere penge kan man pantsætte grunde til banken.
Felterne "prøv lykken" giver ret til at trække et kort, hvis ordre derefter skal følges.
Sommetider kommer en spiller i fængsel.
Spillet er fuld af spekulationer og spænding, og auktionsholderen kan ofte bidrage til at forøge denne. man må ikke sælge en grund med hus på.

## Forberedelser
En af spillerne vælges til at være bankør. Bankøren giver hver deltager 30.000 kr. fordelt således: 2 stk. 5000 kr., 5 stk. 2000 kr., 7 stk. 1000 kr., 5 stk. 500 kr., 4 stk. 100 kr. og 2 stk. 50 kr.
Banken beholder resten af pengene samt skøderne, de grønne huse og de røde hoteller. Gennem banken foregår alle spillets ud- og indbetalinger undtagen leje, der betales til ejeren, samt handel med skøder og løsladelseskort, der foregår blandt spillerne indbyrdes.
"Prøv lykken"-kortene lægges i en bunke på spillepladen med bagsiden opad.

## Historie
Matador blev designet i dansk udgave af den danske spilproducent og papirvarefabrik C. Drechsler Papirvarefabrik i 1936. Firmaets stifter, C. Drechsler, flyttede fra Tyskland til Danmark i starten af 20'erne, hvor han giftede sig med Anna Drechsler. Han tog job som boghandlermedarbejder og grundlagde kun få år senere papirvareproducenten, som hurtigt skulle vise sig at blive Danmarks største spilproducent.
C. Drechsler døde i slutningen af anden verdenskrig, og firmaet blev solgt til det svenske firma Brio i begyndelsen af 1970'erne. Efter Drechslers død er pengemængderne i spillet ændret i flere omgange, og designet er blevet ændret.